# Джейс, Майкл
Майкл Эндрю Маклорин (англ. Michael Andrew Mclaurin; род. 13 июля 1962 года), более известный как Майкл Джейс — американский актёр и преступник. Наиболее известен ролью полицейского Джулиана Лоу в сериале «Щит». Помимо кинематографической деятельности Майкл Джейс приобрел скандальную известность в 2014 году после того, как был обвинён в убийстве своей жены. За это преступление 10 июня 2016 Джейс был приговорен к пожизненному лишению свободы.

## Биография
Майкл Джейс родился 13 июля 1962 года в городе Патерсон. Детство и юность Майкл провел в городе Хакенсак, где посещал школу Hackensack High School, которую окончил в 1980 году. В школьные годы Джейс занимался спортом и входил в школьные команды по бейсболу и баскетболу. После окончания школы Майкл поступил в колледж, где впервые стал принимать участие в театральных постановках. После этого он решил сменить сферу деятельности, бросил колледж и переехал в Нью-Йорк где стал посещать курсы актерского мастерства. В конце 1980-х он нашел работу актёра в театре «Classic Stage Company», расположенном на боро Манхэттен

## Кинокарьера
Первую роль в кино Майкл Джейс исполнил в 1992 году в одной из серий телесериала «Закон и порядок». На протяжении последующих двух лет он исполнил ещё несколько эпизодических ролей в таких телесериалах как «Закон Лос-Анджелеса», «Приключения Бриско Каунти — младшего», «Звёздный путь: Глубокий космос 9», «Детектив Раш». В 1994 году Джейс исполнил небольшую, но запоминающуюся роль члена партии Черные пантеры в фильме Форрест Гамп. Фильм оказался коммерчески успешным и выиграл 6 премий «Оскар», благодаря чему многие снимавшиеся в фильме актёры, в том числе и Майкл Джейс получили определённую известность. После этого Джейс получил небольшую роль в фильме «Прямая и явная угроза», снялся в сериалах «Надежда Чикаго» и исполнил роль боксера Митча Грина в биографической драме Тайсон, посвящённой жизнеописанию боксера Майка Тайсона. В 1995 году Джейс снялся в фантастическом триллере «Странные дни» и исполнил свою первую большую роль в комедии «Большой белый обман». В последующие годы он продолжал много сниматься в таких сериалах, как «Детектив Нэш Бриджес», «Скорая помощь», «Золотые крылья Пенсаколы», «Теперь в любой день», «Полиция Нью-Йорка», «Справедливая Эми».
В этот же период он исполнил второплановые роли в таких картинах как «Ночи в стиле буги», «Планета обезьян», «Дублёры», «От колыбели до могилы». В 1999 году Майкл Джейс получил свою единственную в карьере главную роль — в спортивной драме Майкл Джордан: Герой Америки, исполнив роль Майкла Джордана. В 2001 году он исполнил одну из главных ролей в полнометражном фильме «Она написала убийство. Последний человек», основанном на телесериале «Она написала убийство». В 2002 году Майкл получил одну из главных ролей в телесериале «Щит». Всего было выпущено 6 сезонов и Майкл Джейс принял участие в съемках всех 89 эпизодов сериала, а его персонаж — патрульный Джулиан Лоу стал одним из самых запоминающихся. Сериал оказался коммерчески успешным и 5 раз номинировался на премию Эмми. В 2002 году сериал получил 2 премии Золотой глобус в категориях Лучший телевизионный драматический сериал и за лучшего актёра сериала (драма). Впоследствии сериал ещё трижды номинировался на Золотой глобус. В 2006 году сериал выиграл Peabody Award. Последний сезон получил в 2008 году награду AFI Award. Пик известности Джейса пришелся на эти годы. В 2010-х он продолжал сниматься в сериалах и на телевидении. В эти годы он появился в сериалах «C.S.I.: Место преступления», «Риццоли и Айлс», «Черная метка», «Менталист», «Никита». Последней работой в кино для Майкла Джейса стало участие в съемках криминального телесериала «Саутленд», после чего из-за проблем с законом он в 2014 году был вынужден завершить кинокарьеру.

## Проблемы с законом
Вечером 19 мая 2014 года в своем доме, расположенном в районе Лос-Анджелеса под названием Гайд-Парк, Майкл Джейс в ходе продолжительной ссоры застрелил свою жену 40-летнюю Эйприл Джейс, при этом свидетелями убийства стали двое несовершеннолетних детей Майкла и Эйприл. Услышав выстрелы, соседи позвонили в полицию. Вскоре после убийства Майкл Джейс также совершил звонок в полицию и заявил об убийстве своей жены, после чего был арестован явившимися на вызов представителями правоохранительных органов прямо на пороге своего дома. Ему было предъявлено обвинение в убийстве второй степени. После ареста бывшая жена Джейса, с которой он развелся в 2002 году, заявила что тоже подвергалась домашнему насилию со стороны Майкла, а в 1997 году в результате избиения получила черепно-мозговую травму. Также выяснилось что перед совершением убийства Джейс испытывал финансовые трудности, подал заявление о банкротстве и пребывал в тяжелом психическом состоянии. Судебный процесс открылся в мае 2016 года. Джейс и его адвокаты настаивали на том, что актёр не планировал совершать преступление, а совершил непредумышленное убийство в ходе самообороны, однако показания детей Джейса и характер ранений жертвы указывал на то, что актёр трижды выстрелил в жену, находясь у неё за спиной. В конечном итоге 31 мая 2016 года Майкл Джейс вердиктом жюри присяжных заседателей был признан в совершении убийства второй степени, на основании чего суд приговорил его к наказанию в виде пожизненного лишения свободы с возможностью условно-досрочного освобождения по отбытии 40 лет заключения